# 駅城路駅
駅城路駅（えきじょうろえき）は、中華人民共和国浙江省杭州市上城区駅城路に位置する杭州地下鉄19号線の駅である。将来的には18号線との乗換駅になる予定である。

## 歴史
- 2023年11月30日：開業[2]。

## 駅構造
島式ホーム1面2線を有する地下駅。

### のりば
| 番線   | 路線     | 行先                                          |
| ------ | -------- | --------------------------------------------- |
| 西方面 | ■ 19号線 | 火車西站・苕渓方面                            |
| 東方面 | ■ 19号線 | 火車東站（東広場）・ 蕭山国際機場・永盛路方面 |

（出典：驿城路站站内空间示意图）

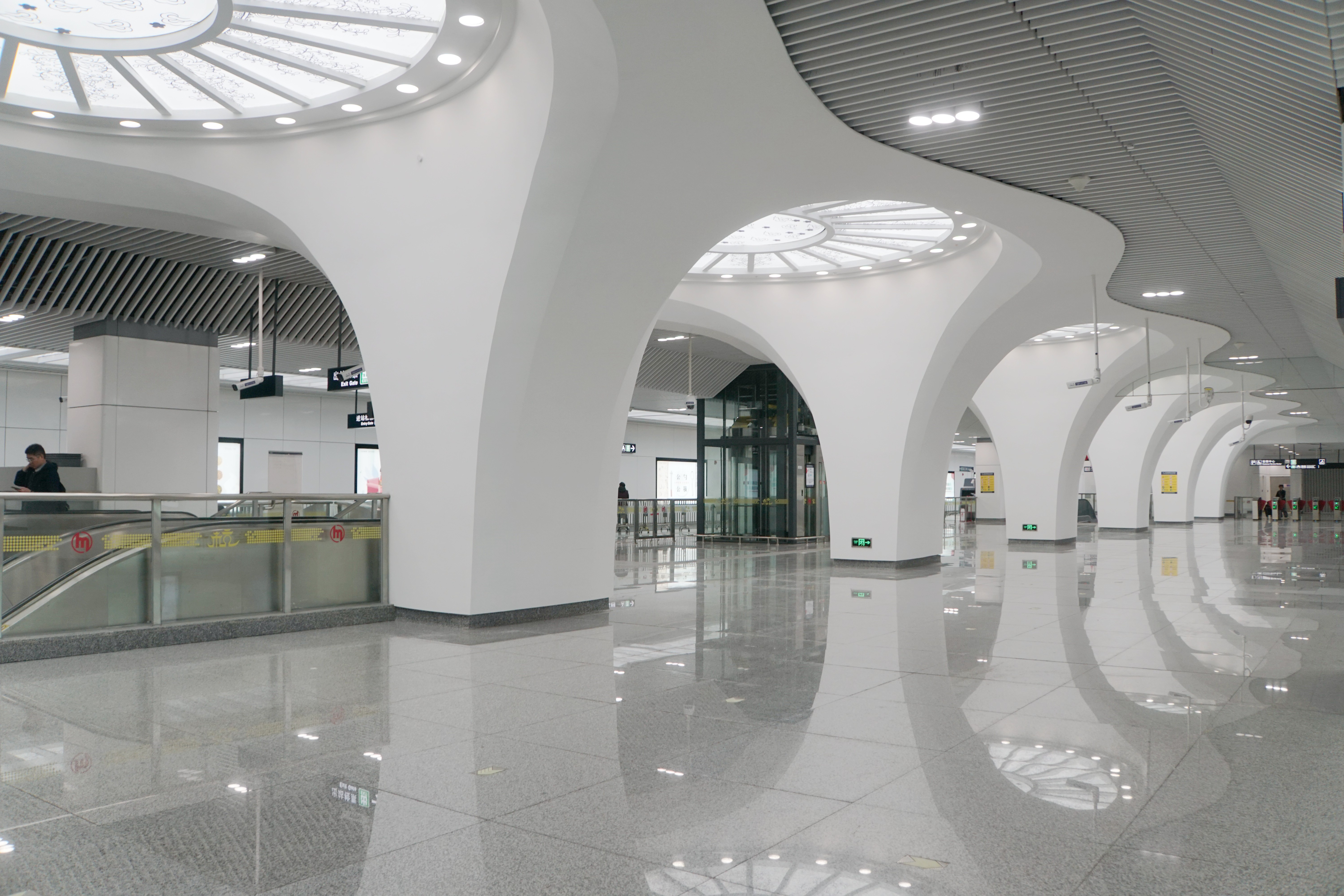
改札階
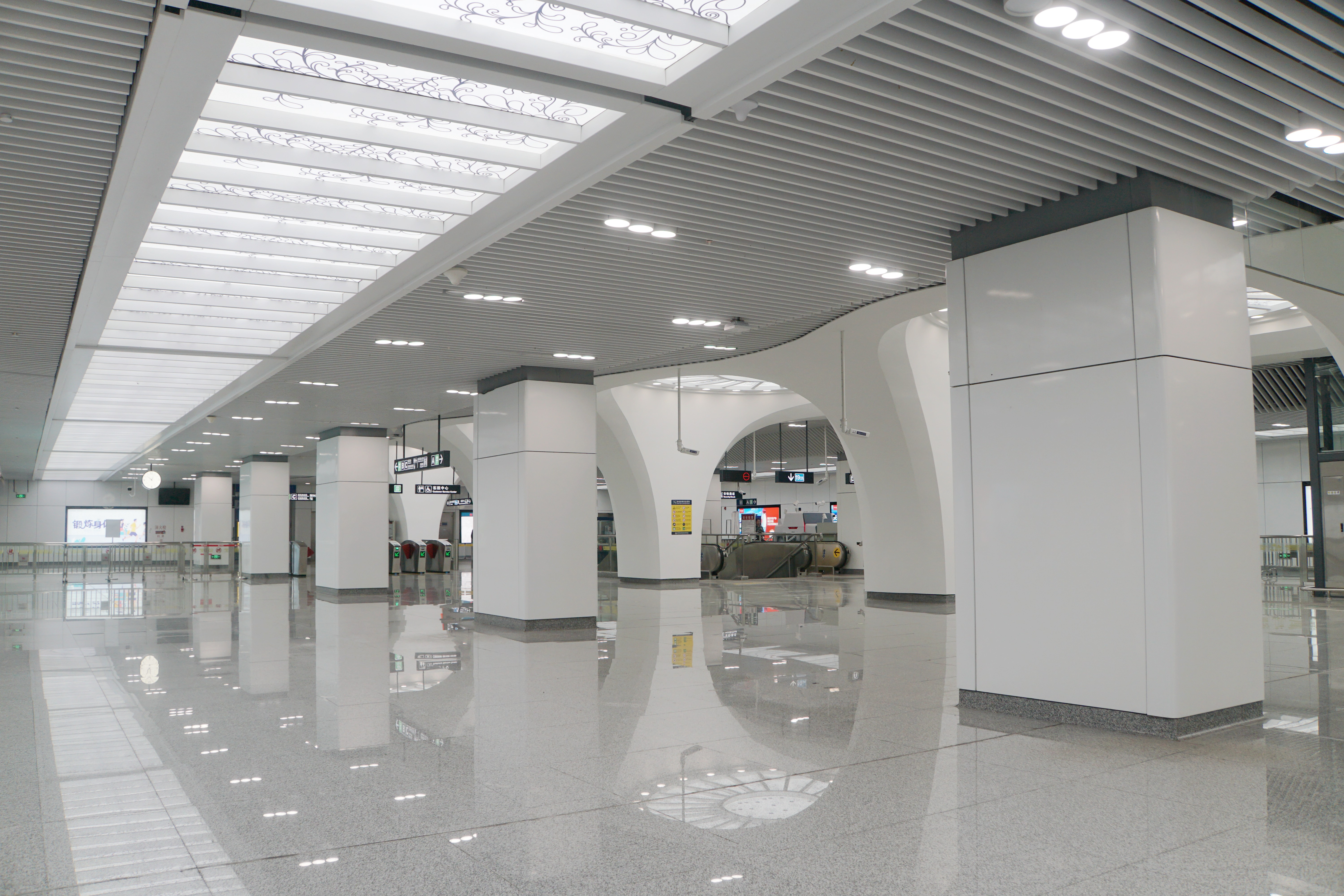
改札階

## 駅周辺
- 新風悅居
- 天城府
- 紫玉福邸
- 明桂北苑

## 隣の駅
杭州地下鉄
■ 19号線
西湖文化広場駅 - 駅城路駅 - 火車東站（東広場）駅